# Les Clées
Les Clées je obec na západě Švýcarska v kantonu Vaud. Žije zde 185 obyvatel.

## Geografie

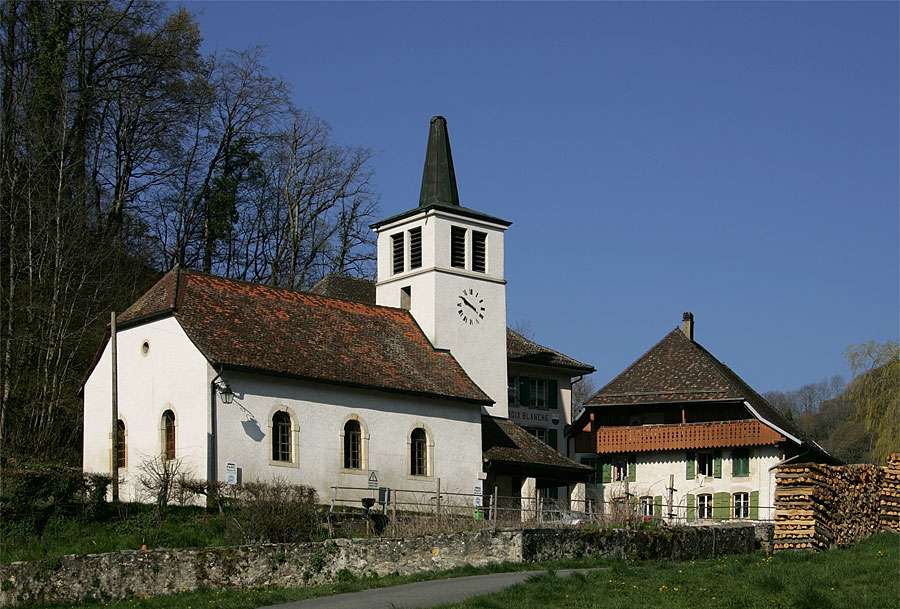
Kostel

Les Clées leží v nadmořské výšce 610 m, vzdušnou čarou 15 km jihozápadně od okresního města Yverdon-les-Bains. Obec se nachází na ostrohu vlevo od řeky Orbe, v malém údolí rozšiřujícím se v oblasti soutěsky Gorges de l’Orbe na okraji Jury a na jižním úpatí masivu Suchet.
Území obce o rozloze 7,0 km² pokrývá úzký úsek hluboce zaříznutého údolí Orbe. Svahy údolí jsou zčásti protkány skalními výchozy. Na západě zasahuje území obce až k lesnatému svahu Pré Caraudy, kde se nachází nejvyšší bod Les Clées ve výšce 870 m n. m. Na severu se nachází lesní porosty a na severu se rozprostírají lesy. Na východě zasahuje území do chráněné soutěsky Gorges de l’Orbe. Na severovýchodě zahrnuje Les Clées část východně orientované náhorní plošiny Jura s lesní oblastí Chassagne. V roce 1997 bylo 5 % území obce pokryto zastavěnou plochou, 70 % lesy a lesními porosty, 24 % zemědělstvím a něco málo přes 1 % neproduktivní půdou.
K obci Les Clées patří vesnice La Russille (692 m n. m.) na náhorní plošině Jura nad lesem Chassagne a několik jednotlivých farem. Sousedními obcemi jsou Agiez, Bretonnières, Premier, Vallorbe, Ballaigues, Lignerolle, L’Abergement, Sergey a Montcherand.

## Historie

Les Clées na konci 19. století

Již v římských dobách vedla přes Orbe silnice přes průsmyk Jougne u Les Clées; kdysi zde pravděpodobně stával římský tábor, který nesl jména Cletae a castrum ad Claves. Název odkazuje na místo na úzkém průsmyku.
V novější době se Les Clées poprvé připomíná v roce 1134 pod jménem Clees; název Cloies se objevil v roce 1268. Most přes Orbe byl pravděpodobně opevněn již kolem roku 1050. V průběhu 12. století se rozvíjelo panství Les Clées, které v roce 1232 burgundští vévodové udělili hrabatům ze Ženevy. V roce 1260 připadlo Savojským. Panství zpočátku zahrnovalo osm sousedních vesnic. Od 15. století do roku 1566 patřilo k Les Clées také celé údolí Vallée de Joux.
Kolem hradu postupně vzniklo městečko, kterému savojská hrabata v roce 1272 udělila městské svobody. Les Clées následně vzkvétalo díky vybírání mýtného. Nad starým městem (Bourg vieux) se koncem 13. století rozrostlo nové město, známé jako Bourg neuf. Během burgundských válek bylo město dobyto a zničeno konfederáty v roce 1475.
Po dobytí Vaudu Bernem v roce 1536 se městečko stalo jako samostatný okrsek součástí panství Yverdon. Tím začal postupně jeho úpadek. Po pádu Staré konfederace patřilo v letech 1798–1803 během helvétského období ke kantonu Léman, který byl poté po vstupu v platnost Ústavy o zprostředkování sloučen s kantonem Vaud. V roce 1798 bylo přiřazeno k okresu Orbe.

## Obyvatelstvo

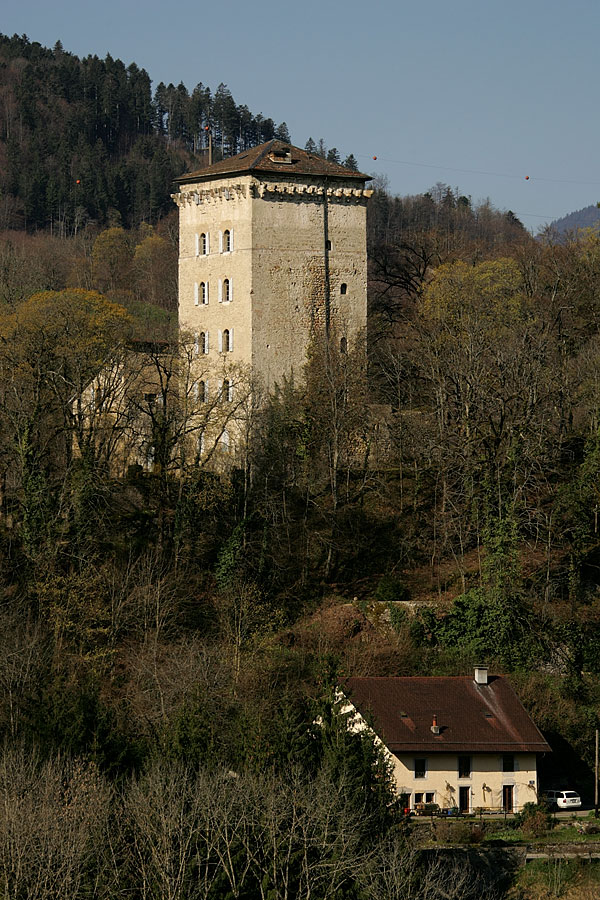
Hrad v Les Clées

94,2 % obyvatel hovoří francouzsky, 3,9 % německy a 1,3 % srbochorvatsky (stav v roce 2000). V roce 1850 žilo v Les Clées 222 obyvatel a v roce 1900 228 obyvatel. Do roku 1970 se pak počet obyvatel snížil na polovinu, tedy na 115. Od té doby se počet obyvatel opět zvýšil.

## Hospodářství
Les Clées je stále zemědělskou obcí, kde se pěstuje orná půda a chová dobytek. Díky velkému podílu lesů v obci bylo až do 70. let 20. století důležité také zpracování dřeva. Některá další pracovní místa poskytují místní drobní podnikatelé. Od 15. do 18. století se zde tavilo surové železo v hutní peci. Vodní elektrárna, která byla v provozu v letech 1892–1965, byla nahrazena jiným zdrojem.

## Doprava
Dnes leží obec mimo hlavní silnice na spojnici z Baulmes do Romainmôtier-Envy. Po severním svahu údolí Orbe vede od roku 1989 dálnice A9 s několika viadukty. Poštovní autobusová linka z Orbe do Vallorbe má zastávku u vesnice La Russille.